# Karl Gruber (Politiker, Tschechoslowakei, 1898)
Karl Gruber (geboren 25. März 1898 in Prenneth, Österreich-Ungarn; gestorben 6. Oktober 1945 in Pilsen) war ein tschechoslowakischer Politiker sudetendeutscher Herkunft.

## Leben
Karl Gruber war Maurer und Zimmerpolier. Nach 1918 wurde er in der Tschechoslowakei Mitglied der Deutschen Nationalsozialistischen Arbeiterpartei (DNSAP). Er war Organisationsleiter der DNSAP für Südwestböhmen. Nach dem Verbot der Partei 1933 schloss er sich der Sudetendeutschen Partei (SdP) an und wurde dort ab März 1934 Bezirksleiter. Gruber wurde 1935 als Kandidat der SdP in das Tschechoslowakische Abgeordnetenhaus gewählt. Nach der Okkupation des Sudetenlandes durch das Deutsche Reich 1938 wurde das Mandat annulliert. 
Gruber trat nun der NSDAP bei (Mitgliedsnummer 6.779.294), wurde hauptamtlicher Kreispersonalamtsleiter der NSDAP-Kreisleitung Pilsen und ab März 1942 auch ehrenamtlicher Ortsgruppenleiter in Líně. 
Gruber wurde nach Kriegsende verhaftet und im tschechischen Internierungslager in Pilsen-Bory inhaftiert.